# مسجد الشيخ مغربي
مسجد الشيخ مغربي هو مسجد تاريخي يعود إلى عصر القاجاريون، ويقع في نائين.